# Sam and Silo
Sam and Silo ist ein US-amerikanischer Comicstrip von Mort Walker und Jerry Dumas, der seit 1977 erscheint. Er ist Nachfolger von Sam’s Strip, der zwischen 1961 und 1963 veröffentlicht wurde.

## Handlung
Ort der Handlung ist das Provinznest Upper Duckwater. Dort kümmern sich Sheriff Sam und sein Deputy Silo um die Sicherheit des Ortes. Im Gegensatz zu Sam, der die Ansicht vertritt, dass ein Nickerchen und eine gepflegte Mahlzeit die besten Maßnahmen zur Verbrechensbekämpfung sind, sieht der Bürgermeister des Ortes, Abe McGuffey, das Verbrechen an jeder Straßenecke lauern.
Abweichend davon ging es in Sam’s Strip darum, dass zahlreiche Figuren aus anderen Comics Gastauftritte hatten. Insbesondere Frederick Burr Oppers Happy Hooligan versuchte häufig, im Strip aufzutauchen.

## Schöpfer und Veröffentlichung
Sam’s Strip wurde erstmals am 16. Oktober 1961 veröffentlicht und am 9. Januar 1963 wieder eingestellt. Sam and Silo wurde 1977 gestartet. Sowohl Sam’s Strip als auch Sam and Silo entstanden aus der Zusammenarbeit von Mort Walker und Jerry Dumas. Seit 1995 ist Dumas allein für den Strip verantwortlich.
Im deutschsprachigen Raum erschien Sam’s Strip in den Heften 41 und 42 des Comic-Magazins Comixene sowie in Band 5 der vom Carlsen Verlag herausgegebenen Reihe Comics – Weltbekannte Zeichenserien. Sam and Silo wurde in der Reihe Flippi Flink des Semic Verlags veröffentlicht.

## Hintergrund
Sam’s Strip war der erste Comic-Strip, der das Thema Comic zum Schwerpunkt hatte. Aufgrund seines für das breite Publikum zu speziellen Humors erreichte er dieses nicht.